# Rheochloa scabriflora
Rheochloa scabriflora är en gräsart som beskrevs av Filg., P.M.Peterson och Yolanda Herrera Arrieta. Rheochloa scabriflora ingår i släktet Rheochloa och familjen gräs. Inga underarter finns listade i Catalogue of Life.